# Durofagia
La durofagia è il comportamento alimentare degli animali che consumano organismi dal guscio duro o dotati di esoscheletro, come coralli, molluschi o granchi. È un termine usato principalmente per descrivere i pesci, ma viene anche usato per descrivere i rettili, comprese alcune tartarughe fossili, placodonti e invertebrati, così come i  mammiferi carnivori "che triturano le ossa", come le iene. 
La durofagia richiede adattamenti speciali, come denti forti e smussati e mascelle robuste. La forza del morso è necessaria per superare i vincoli fisici del consumo di prede più resistenti e ottenere un vantaggio competitivo rispetto ad altri organismi, accedendo a risorse alimentari diversificate o esclusive. Gli animali dotati di una maggiore forza del morso richiedono meno tempo per consumare determinate prede, poiché una maggiore forza può aumentare il tasso netto di assunzione di energia durante il foraggiamento e migliorare la forma fisica nelle specie durofaghe. 
Nell'ordine Carnivora ci sono due categorie di animali durofagi: i "frantumatori di ossa" e i "mangiatori di bambù". Gli "schiacciaossa" sono esemplificati da iene e tigri dai denti a sciabola, mentre i mangiatori di bambù sono principalmente il panda gigante e il panda rosso. Entrambi i gruppi hanno sviluppato una morfologia cranica simile, ma la morfologia della mandibola rivela di più sulle loro risorse alimentari. Entrambi hanno la parte anteriore della scatola cranica rigonfia, a forma di cupola, estese aree per l'attacco dei muscoli masticatori, premolari ingranditi e smalto dei denti rinforzato. I mangiatori di bambù tendono ad avere mandibole più grandi, mentre i frantumatori di ossa hanno premolari più specializzati. 
Altri mammiferi durofagi includono la lontra marina, il tricheco, i cercocebi e il ghiottone. Tra i pesci si ricordano i pesci balestra, alcuni ciclidi, gli squali eterodontidi, le chimere e le razze miliobatidi.